# 向量勢
向量微積分中，向量勢（英語：vector potential），或稱向量位，是一個向量場，其旋度為一給定向量場。這情形類比於純量勢為一純量場，其負值梯度為一給定向量場。
形式上，給定一向量場 v，則向量勢為一向量場 A 使得
{\displaystyle \mathbf {v} =\nabla \times \mathbf {A} }。
若一向量場 v 具有向量勢 A，則從等式
{\displaystyle \nabla \cdot (\nabla \times \mathbf {A} )=0}（旋度的散度為零）
可以得到
{\displaystyle \nabla \cdot \mathbf {v} =\nabla \cdot (\nabla \times \mathbf {A} )=0,}
暗示了v必須是個螺線向量場(solenoidal vector field)。
一個有意思的問題是：是否任何螺線向量場都具有一向量勢？答案是肯定的，只要向量勢滿足一些特定條件。

## 定理
设 
{\displaystyle \mathbf {v} :\mathbb {R} ^{3}\to \mathbb {R} ^{3}}
为二次连续可微的螺线向量场。假设当 ||x||→∞ 时，v(x) 下降得足够快。定义
{\displaystyle \mathbf {A} (\mathbf {x} )={\frac {1}{4\pi }}\nabla \times \int _{\mathbb {R} ^{3}}{\frac {\mathbf {v} (\mathbf {y} )}{\left\|\mathbf {x} -\mathbf {y} \right\|}}\,d\mathbf {y} .}
那么，A 是 v 的一个向量势，也就是说：
{\displaystyle \nabla \times \mathbf {A} =\mathbf {v} .}
这个定理的一个推广是亥姆霍兹分解，它表明任何一个向量场都可以分解为一个螺线向量场和一个无旋向量场的和。

## 非唯一性
螺线向量场所具有的向量势不是唯一的。如果 A 是 v 的一个向量势，那么：
{\displaystyle \mathbf {A} +\nabla m}
也是一个向量势，其中m是任何一个连续可微的标量函数。这可以从梯度的旋度是零的事实推出。